# Zeche Vereinigte Krebsenscheer
Die Zeche Vereinigte Krebsenscheer in Essen-Bredeney-Heide ist ein ehemaliges Steinkohlenbergwerk. Das Bergwerk war trotz der mehr als 35-jährigen Geschichte nur 20 Jahre in Betrieb. Die Zeche Krebsenscheer gehörte zu den Gründungsmitgliedern des Vereins für Bergbauliche Interessen.

## Bergwerksgeschichte
Am 15. Juni des Jahres 1853 wurde ein Längenfeld verliehen. Die Verleihung bezog sich auf drei Flöze, davon vor allem auf das Flöz Geitling. Ab dem 2. Quartal des Jahres 1855 wurde bereits Kohle abgebaut. Im Jahr 1858 wurde im Bereich des Schachtes Friedrich abgebaut. Im Jahr 1865 war das Bergwerk nachweislich in Betrieb. Im Jahr 1868 wurde das Bergwerk für einige Monate außer Betrieb genommen. Grund hierfür war der Bau einer Eisenbahnstrecke. Im darauffolgenden Jahr wurde das Bergwerk wieder in Betrieb genommen. Im Jahr 1878 waren die Kohlenvorräte über der Stollensohle abgebaut. Im selben Jahr wurde die Zeche Vereinigte Krebsenscheer stillgelegt. Im Jahr 1888 wurde die Berechtsame der Zeche Langenbrahm zugeschlagen.

## Förderung und Belegschaft
Die ersten bekannten Belegschaftszahlen stammen aus dem Jahr 1858, damals waren 34 Bergleute auf der Zeche angelegt. Die ersten bekannten Förderzahlen stammen aus dem Jahr 1861, damals wurde mit 19 Bergleuten eine Förderung von 11.855 preußischen Tonnen Steinkohle erbracht. Im Jahr 1867 wurden mit sechs Bergleuten 706 Tonnen Steinkohle gefördert. Im Jahr 1869 wurden mit neun Bergleuten 1780 Tonnen Steinkohle gefördert. Im Jahr 1870 förderten fünf Bergleute 1161 Tonnen Steinkohle. Im Jahr 1873 wurde mit 15 Bergleuten eine Förderung von 3540 Tonnen Steinkohle erbracht. Dies war die maximale Förderung des Bergwerks. Im Jahr 1876 wurden mit sieben Bergleuten 1525 Tonnen Steinkohle gefördert. Die letzten bekannten Förder- und Belegschaftszahlen des Bergwerks stammen aus dem Jahr 1878, als mit drei Bergleuten 485 Tonnen Steinkohle gefördert wurden.